# Бромберг Костянтин Леонідович
Бромберг Костянтин Леонідович (17 жовтня 1939, Харків — 10 січня 2020, Детройт) — радянський та російський кінорежисер, автор дитячих і музичних фільмів. Лауреат Державної премії СРСР (1982). Заслужений діяч мистецтв РФ (1996).

## Біографія
Народився 17 жовтня 1939 року в Харкові.
Закінчив Всесоюзний державний інститут кінематографії (1965, сценарний факультет, майстерня Й. Маневича). Працював режисером телебачення.
Найбільш відомий створенням фільмів «Пригоди Електроніка» та «Чарівники».
У 1980-х роках співпрацював з компанією CNN. Мешкав в США.
Помер 10 січня 2020 року у віці 80 років у Детройті. Похований на єврейському кладовищі Адат-Шалом у місті Лівонія.

## Фільмографія
Роль у кіно:
- «Пригоди Електроніка» (1979; чоловік з портфелем (немає в титрах)

Режисер-постановник:
- «Надія Андріївна Обухова» (1966, док. фільм)
- «Сказання про російську землю» (1968, док. фільм)
- «Довгий день Кольки Павлюкова» (1968, к/м)
- «Кафт» (1969, док. фільм)
- «Диригує Євген Мравінський» (1973, док. фільм)
- «Був справжнім трубачем» (1973)
- «У мене є лев» (1975)
- «Пригоди Електроніка» (1979, Одеська кіностудія)
- «Чародії» (рос. Чародеи) (1982, Одеська кіностудія)
- «Єралаш» (1989, гумористичний кіножурнал), новели:
  - «Фірмова страва» (74-й випуск)
  - «Пряма передача» (75-й випуск)
  - «Вибори» (76-й випуск)

## Цікаві факти
У романах братів Стругацьких «Жук у мурашнику» (1979) та «Хвилі гасять вітер» (1984), написання яких тривало одночасно з роботою над сценарієм фільму К. Бромберга «Чародії» та над самим фільмом, неодноразово фігурує персонаж на ім'я Айзек Бромберг.